# 凱莎
凱莎·羅斯·西伯特（英語：Kesha Rose Sebert，/ˈkɛʃə ˈsiːbərt/ KESH-ə SEE-bərt；1987年3月1日—），藝名凱莎（2014年之前风格化为），是美国歌手、詞曲作家、饒舌歌手及演員。2005年她已踏入業界，負責作詞作曲，背景合唱，並在一些MV中出演過。2009年初，与Flo Rida在冠军单曲"Right Round"合作，知名度慢慢打開。2009年8月，她的出道单曲——《跑趴滴答》（Tik Tok）发行，本曲獲得極大成功，在美國單曲榜連續九週冠軍，创下女歌手單曲周下载史上最高记录（61萬），且在全球十一國單曲榜奪冠。她的首张专辑——《派對動物》（Animal）在2010年初發行，在首周奪冠。
凱莎家裡經濟狀況一直不好，離家開始工作的四年裡只靠著唱合聲和當服務生打零工，更是窮得要命。她早期使用的藝名「Ke$ha」中包含了貨幣符號，有部分原因就是在說她需要「錢」。
自從專輯《雨後彩虹》推出後，凱莎把藝名Kesha原本的貨幣符號改回原本的s，改變以往需要錢的形象。
於2013年，惡女凱莎和知名饒舌歌手嘻哈鬥牛㹴合作推出"Timber"，頗受好評。8個月內，YouTube上的Timber MV已經有超過7億的點閱率，至今2024年已達到15億的點閱率。

## 生平

### 1987－2005年：早期生活
1987年3月1日，凱莎在洛杉磯的聖費爾南多谷出生。凱莎的爸爸在她出生前就跑了，她到現在還不知道爸爸是誰。她媽媽Pebe Sebert，也是一位創作歌手。身為單親媽媽的Pebe Sebert在舞台與家庭間奔波，辛苦的將凱莎和她哥哥Lagan帶大。母子三人生活在經濟方面有不少困難，是領著救濟金與補助才得以維生的。1991年，她們搬到了田納西州，並定居在此。母親常常將凱莎和Lagan帶到錄音室，並鼓勵凱莎唱歌。她們家曾在2005年影集拜金女新體驗（英語：The Simple Life）中出現過。
凱莎這時已開始進行音樂工作，並唱了一些demo。母親教凱莎音樂知識，母子也常在她放學回家後一起寫歌。她在提到自己中學時非常認真，並在SAT考了將近滿分的優異分數。17歲時，音樂製作人Dr. Luke和Max Martin強力說服她回到洛杉磯並投入音樂事業。她聽從建議而輟學，後來才回來拿高中畢業證書。兩人之前看過了凱莎的作品而大為稱讚，並將她簽入Dr. Luke的唱片公司。

### 2005－2009年：事業起步，幕後工作
17歲來到洛杉磯後，她參與Paris Hilton單曲《Nothing in This World》的背景合唱。Dr. Luke和凱莎之後慢慢疏遠，她跳槽到David Sonenberg的公司DAS。她開始與一些頂級作曲者合作，並快速成長，例如她將自己節奏導向的音樂風格歸功於當時與Greg Wells的合作。她也參與了The Veronicas單曲《This Love》製作，與Toby Gad合作。這時，她想請名歌手Prince幫她製作音樂，結果自己闖入了他比華利山的家去找他。被抓包後她被丟了出去，但有得及把自己的作品交到Prince手上，雖然後來Prince也沒聯絡她就是了。她回憶「我當時覺得沒怎樣，但現在想起來我根本是神經病一個。」
凱莎這時仍是默默無名，只好一邊當服務生和電話推銷員維持生活。她後來又離開了DAS ，回去Dr.Luke的公司。她之後在布蘭妮作品〈Lace and Leather〉中唱和聲並在凱蒂·佩芮單曲〈I Kissed a Girl〉的MV出演。她和佩芮兩人是多年的好友，過去都還不紅時在一起在洛杉磯努力了很久。
2009年初，Kesha在佛羅·里達大熱冠軍單曲〈Right Round〉中合唱，開始受到廣泛注意。她形容這次合作是"意外"，她只是路過剛好碰到正在製作這首歌的Flo Rida和Dr. Luke。佛羅·里達這時需要一個女聲，Dr. Luke就推薦旁邊的凱莎。成品出來後，佛羅·里達非常滿意，兩人又合作了兩首歌。然而，凱莎沒有在〈Right Round〉的美國版本上被列入製作名單，也沒有收到一塊錢版稅。她也拒絕在MV中出演，雖然這明明是很好的露臉機會。她後來在訪問中解釋這些反常情況的原因：「你要有耐心，你要做對的事。如果想當個光明正大的藝人，什麼時候說「不」很重要。我知道他們要我演蕩婦之類的角色。」本曲之後取得巨大成功，但凱莎還是窮得要命。這件事就是她給自己取了「Ke$ha」這藝名的原因。她回憶「那首歌後來紅到爆，我不管走到哪都聽到那首歌。當我在超市裡連顆馬鈴薯都沒錢買時，卻還是聽到自己的聲音在旁邊放著...我就想諷刺一下，諷刺整個關於錢的事。我這人事實上不很看重錢，就在名字上相反過來強調錢。」

### 2009－2011年：出道專輯《派對動物》
之後，凱莎被多家公司看中，最後選擇簽入RCA Records，並開始製作自己的出道專輯。她的出道單曲"Tik Tok", 8月上旬在美國發行，在10月派台播放。之後她進行了一些活動，包括共寫了麥莉·希拉專輯《The Time of Our Lives》的標題曲，在嘻哈鬥牛梗的專輯出現，並在《Women's Wear Daily》雜誌封面出現。她也參與Calvin Harris的英國巡演，和Mickey Avalon的美國巡演。她也在麥迪遜花園廣場參加Z100舉辦的活動演出。
《跑趴滴答》在紐西蘭單曲榜奪冠，成為她生涯首支冠軍，之後勢不可檔，陸續在十個國家奪冠，並在其他幾國進前五名。本曲在美國本土的成功更是巨大，打破了女歌手單曲單周下載史上最高紀錄，周銷達61萬次，在總排名則是第二(第一就是"Right Round")，也打破了Top 40 Mainstream airplay單週記錄，且據美國單曲榜冠軍共九周，是1977年Debby Boone的"You Light Up My Life"後據冠軍最長之女歌手出道單曲。
2010年1月5日，凱莎的出道錄音室專輯《派對動物》在美國發行，評價非常兩極化。《滾石雜誌》：「評價討人厭，讓人反感，但旋律好記得可怕。」本作首周銷量152,000，登上冠軍。她為本專輯共製作了200首曲子，前後歷時七年，最後選出14首收入專輯。她和歌手賈斯汀·比伯在第52屆格萊美獎一起出席。
凱莎於2010年4月17日在Saturday Night Live首次登場。她在2010年除個人活動外，與其他歌手的合作活動也很多。包括共作Miranda Cosgrove的出道專輯，並在Taio Cruz的單曲"Dirty Picture"，Travie McCoy的單曲"Want U Bad"合作。她也參與3OH!3和Mickey Avalon的作品。她也是Rihanna的Last Girl on Earth巡演北美部分的開場歌手，並會參加音樂節的Lilith Fair復活場。

### 2012年－2013年：第二張專輯《惡女反抗軍》

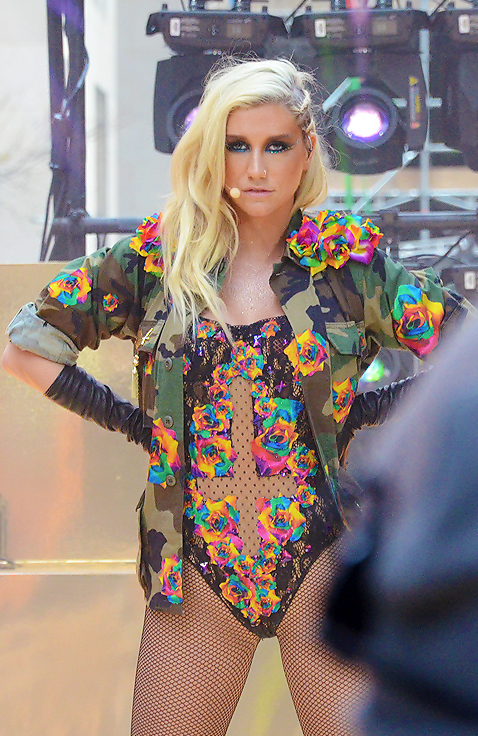
凱莎於2012年11月今天秀的演出

2012年12月30日，凱莎的第二張錄音室專輯《惡女反抗軍》發行，專輯於2011年她在個人巡演期間開始創作。她的主要合作對象盧克博士與馬克斯·馬丁皆參與了專輯的製作。而烈火紅唇合唱團的主唱韋恩·柯尼在得悉凱莎為自己樂隊的歌迷後亦向她提出合作的計劃，參與了專輯其中一首歌曲的製作。此外，凱莎亦於樂隊的專輯《The Flaming Lips and Heady Fwends》的歌曲《2012 (You Must Be Upgraded)》裡獻聲。伴隨專輯的發行，凱莎亦於2012年11月透過試金石出版社推出了自傳《我的瘋狂美好人生》。專輯的首波主打為《Die Young》，維持了一貫的電音卻帶有一點清新的曲風，這張單曲在告示牌百強單曲榜空降第13名，並於其後獲得最高第2名。歌曲亦打進歐洲及英語世界各國榜單，並打進澳洲、加拿大與比利時單曲榜的前10名。專輯的第二波主打《放馬過來》發行後的商業成績欠佳，最高只登上告示牌百強單曲榜第27名，中斷了其連續獲得前10名熱門單曲的紀錄。然而歌曲以最高第9名的成績延續了其連續獲得告示牌主流四十強單曲榜前10名的紀錄。2013年3月，凱莎確認了「惡女反抗軍演唱會」的計劃，北美場次為與嘻哈鬥牛㹴的共同巡演。專輯的第三波主打《瘋狂女孩》於2013年4月發行，同樣獲得欠佳的反響，最高只登上告示牌百強單曲榜第40名，並於主流四十強單曲榜最高登上第19名。然而歌曲於南韓與比利時獲得不俗的成績，分別最高登上第2名與第5名。2013年4月，MTV開始啟播凱莎的個人紀錄片《凱莎：我的瘋狂美好人生》。
2013年7月，烈火紅唇合唱團確認將會與凱莎推出一張合作錄音室專輯，然而這項計劃於同年冬天被取消。凱莎其後向歌迷表示此舉動並非自己能控制，並表示自己其實很想發行這張專輯，甚至是免費發行，因為自己並不在意金錢。2013年10月，凱莎與嘻哈鬥牛㹴推出了由盧克博士製作的合作單曲《擋不住》。歌曲於發行後獲得商業上的成功，成為凱莎第3首告示牌百強單曲榜冠軍單曲，同時為第11首打進前10位的單曲。

### 2014年－2016年：官司糾紛與事業中斷
2014年1月，凱莎因身體問題入住了療養院，其後於康復後宣佈把藝名中的錢幣符號去掉，正式改為本名「Kesha」。2014年6月，凱莎與布拉德·帕斯利與路達克里斯一同成為美國廣播公司的節目《Rising Star》的評審。2014年10月，凱莎起訴她的製作人Dr. Luke涉嫌對自己性侵犯、性騷擾、性暴力、情緒虐待以及違反加州十多年工作的商業行為。凱莎要求初步的禁制令使她與Kemosabe Records解約，其後訴訟持續了一年多的時間，最後紐約最高法院的法官雪莉·科恩雷希於2015年2月駁回了凱莎的訴求。2015年4月，法官雪莉·科恩雷希駁回了凱莎對盧克博士的所有指控。
2015年6月13日，凱莎參與了於克里斯多弗街西邊舉辦的洛杉磯同志遊行慶典。2015年10月，凱莎客串了連續劇《處女情緣》的第二季，飾演主角的敵對鄰居安娜貝兒。2015年8月，凱莎公開了關於即將到來的第三張錄音室專輯的部分信息。在與《Teen Vogue》的專題訪問中，凱莎曾提及自己在療養院治療期間錄製了14首歌曲。其後她於SoundCloud公開了親自創作的歌曲《Lover》，被認為是即將到來的第三張專輯之中的歌曲。歌曲其後收錄於製作人Spookey Ruben的專輯《Welsh Rarebits》之中。2015年10月，凱莎於Instagram上傳了關於她即將到來的歌曲《Child of the Moon》的部分資訊，但照片其後被移除。凱莎於與《Teen Vogue》的訪問中亦提到歌曲帶有「史蒂薇·妮克絲般怪異的感覺」。2015年12月，凱莎宣佈組成了鄉村與經典搖滾樂團「Yeast Infection」，其後於12月23日在納士維進行現場演出。

### 2016年至今：新音樂與《雨後彩虹》
2016年，凱莎於「科切拉音樂節」與捷德表演了捷德專輯裡的歌曲《真實色彩》，成為她自與製作人的官司後的首場受矚目的公開演出。歌曲的錄音室版本其後於2016年4月成為單曲發行。凱莎其後於「2016年公告牌音乐奖」進行翻唱卜·戴倫經典歌曲《It Ain't Me Babe》的表演。2016年夏天，凱莎確認了她的第三個世界巡迴演唱會「Kesha and the Creepies: Fuck the World Tour」。巡演於2016年7月23日於拉斯維加斯開始，並於2016年10月29日於緬因州結束。演唱會包括多首搖滾與鄉村風格的翻唱歌曲，以及個人的熱門歌曲的重製版本。凱莎於演出期間錄製了22首歌曲給予公司，其後被確認正在為第三張錄音室專輯進行錄製。
2017年7月5日，凱莎透過Instagram宣佈將於隔日發行新單曲《祈禱》。歌曲的音樂錄像帶於2017年7月6日於YouTube正式公開。歌曲同時是她於2017年8月11日發行的第三張錄音室專輯《雨後彩虹》的首波主打單曲。
2017年8月20日，凱莎的第三張錄音室專輯《雨後彩虹》僅在短短一週內就攻下告示牌的專輯排行榜第一名，同時也成為凱莎的第二張冠軍專輯(第一張為《派對動物 》，相距七年七個月又10天)

## 個人風格

### 形象
凱莎的人和她的音樂常被別人批評輕浮，世故，粗糙。她對自己則有另一套看法：
「我為了實現我的夢、我的路、我的熱情，已經奮鬥了不知多少年。我花了極多的心血，時間，和努力在裡頭。我覺得大家這樣錯誤的表達，只從一個維度看我，還滿鳥的。」

凱莎的造型特色是雜亂的頭髮，髒而粗糙的化妝，她自詡為「垃圾美學」，還半開玩笑地說「為減緩全球暖化並且節能減碳，所以我不喜歡洗澡。」這造型習慣來自於她早期未成名時很窮，所以只好用有限的錢盡量讓自己好看一點。她提到Keith Richards是她造型的靈感。另外，她右眼誇張的眼妝，是受了「發條橘子」的啟發。
另外事實上，她遠在出道前就已經在Pub與俱樂部等小型場地進行了上百場的現場演唱，現在仍在繼續。她的形象本來就是從派對型的休閒場合塑造出來的。

### 思想
凱莎列出Prince、貝克、皇后樂團、瑪丹娜、Johnny Cash、Aaron Neville、Beastie Boys、The Damned等早期經典樂手為她的主要的影響來源。她故事性的歌詞則是被鄉村音樂影響。
Kesha參與自己所有作品的詞曲創作。她認為音樂本來就該是不羈而隨興的，開心最重要。並強力支持自己在Animal專輯全部寫流行曲風的作法， 為的是反對「太正經的聲樂東西」，而想「給大家一些聽了高興的東西」。不過在專輯《食人族》中的單曲哈洛德之歌（The Harold Song）似乎就是個例外。她重視音樂的節奏勝於旋律，大部分作品也屬於舞曲，其中多數包含了很重的電子樂成分。 Animal包含了重節奏流行快歌，到高科技舞曲，以及吉他riff等等。關於慢版敘事曲，她說 「即使我寫慢歌，裡頭也會加點four-on-the-floor之類的東西，讓你跟著點頭。」她理想中自己演唱會可以「很吵鬧，很好玩，最好大家一起跳舞。」
她提到專輯《派對動物》的歌詞非常真實，基本上就是她自己的生活感受。她說到將專輯取名為「Animal」的第一個原因：「我是動物，你也是動物，大家都是動物。但我們有時卻忘記了動物的本能與感情。」
將專輯取名為「Animal」的第二個原因，是來自她對人性的感受：
「
我研究動物的行為很久了。直到有次我穿著金色比基尼潛水，結果被一隻梭魚追殺，差點被吃掉。那時我就想，為什麼他要追我呢？為什麼他要吃我呢？我研究了好久，最後我發現，動物都喜歡閃亮的東西，尤其是金色銀色。人這動物也一樣。我把自己搞得閃亮亮站上台，觀眾就會喜歡。」
另外，她很不爽音樂上對男女的雙重標準。所以，在"Blah Blah Blah" 和"Boots and Boys"，她刻意用男人講女人的角度來寫歌詞。
但她也叫大家別對某些歌詞太認真，好玩就好。例如《Tik Tok》中她用傑克丹尼威士忌刷牙的情節，遭到一些批評。她解釋：
「大家還真的對那生氣了，可是拜託, 用傑克丹尼酒刷牙？哪個女的會這樣搞? 大家好像在問我「請問，您真的提倡用波旁酒刷牙嗎？” 我就“是的，我這樣刷，每天都這樣刷，而且老少咸宜，尤其八歲小孩最適合喔！” ...呃，你們在講啥？當然是假的啊。」

### 歌唱方法
凱莎善用帶Rap的唱腔，代表例子是單曲"Tik Tok"。 《紐約時報》稱讚本曲的成功是「完美且毫無阻礙地將白人Rap融入流行音樂。」洛杉磯時報 將她的聲音和L'Trimm與Salt-N-Pepa作比較另外，凱莎被批評使用Auto-Tune軟體在專輯《派對動物》上。

## 作品

### 專輯
- 《派對動物》（2010年）
- 《惡女反抗軍》（2012年）
- 《雨後彩虹》（2017年）
- 《積極人生》（2020年）
- 《全面噤聲》（2023年）
- 《。》（2025年）

## 巡迴演唱會
個人
- 《Get Sleazy Tour》（2011）
- 《Warrior Tour》（2013–2015）
- 《Kesha and the Creepies: Fuck the World Tour》（2016–2017）
- 《Rainbow Tour (Kesha)》（2017–2019）
- 《High Road Tour》（2020）
- 《Only Love Tour》（2023）

開場歌手
- 蕾哈娜 – Last Girl on Earth Tour (北美地區) （2010）

## 外部連結
- 官方网站
- 凱莎在Allmusic上的頁面